# ائتلاف
ائتلاف یا سازواری (به انگلیسی: coalition) به معنی اتحاد موقت گروه‌ها و نیروهای سیاسی است که هدف‌های معینی را دنبال می‌کنند. این اصطلاح غالباً در سه سطح بکار می‌رود:
1. دربارهٔ احزاب سیاسی برای مقاصد پارلمانی و انتخاباتی
2. در مورد گروه‌بندی‌های خارج از خطوط حزبی
3. در مورد دولت‌های ملی به منظور اقدام به عمل مشترک

ائتلاف می‌تواند به اشکال گوناگونی صورت گیرد. از جمله:
- ممکن است یک گروه (حزب، دولت، گروه و…) بزرگ‌تر به منظور دستیابی به اکثریت با چند گروه کوچک‌تر ائتلاف کند.
- ممکن است چند گروه کوچک با هم ائتلاف کنند تا گروهی بزرگ‌تر را از کسب توان سیاسی بازدارند. بایستی میان ائتلاف و اتحاد تفاوت قائل شد به این صورت که غالباً ائتلاف در مقایسه با اتحاد موقتی‌تر و محدودتر و غیررسمی‌تر است.
- ممکن است ائتلاف به صورت انتخاباتی انجام پذیرد که به ان ائتلاف انتخاباتی گویند

در مورد ائتلاف:
- گاهی نیز ائتلاف ممکن است با هدف شکست دادن دولت صورت پذیرد.
- در نظام دوحزبی آمریکا ائتلاف به گروه‌بندی‌هایی گفته می‌شود که خارج از خطوط حزبی بر سر بیانیه‌های خاص کنگره صورت می‌گیرد.